# Mark Z. Jacobson
Mark Zachary Jacobson (1965) is een Amerikaans hoogleraar civiele- en milieutechniek aan de Stanford-universiteit.

## Opleiding
Jacobson studeerde civiele techniek en economie aan de Stanford-universiteit en voltooide beide studies in 1988 als bachelor. Na een masteropleiding in milieutechniek ging hij naar de Universiteit van Californië, waar hij in 1991 eerst nog een masteropleiding in Atmospheric Science afsloot en in dit vakgebied in 1994 tot doctor promoveerde. Daarna ging hij terug naar de Stanford-universiteit. Van 1994 tot 2001 werkte hij als Assistant Professor (universitair docent) civiele techniek en milieu, en tussen 2001 en 2007 als Associate Professor (universitair hoofddocent). Sinds 2007 heeft hij de leerstoel bezet in deze afdeling. Hij is tevens directeur van het Atmosphere and Energy Program van de universiteit.

## Onderzoek
Jacobson maakt computermodellen van de uitstooteffecten van verschillende energietechnologieën op de luchtvervuiling en het klimaat. Hij ontwikkelde een model om de klimaatinvloed van zwarte koolstof te berekenen.
Volgens Jacobson is een snelle overgang naar schone duurzame energie dringend nodig om de mogelijke versnelling van de opwarming van de Aarde en de wereldwijde gevolgen daarvan te verminderen, met inbegrip van het smelten van de arctische en antarctische ijskappen en tracht met zijn onderzoek oplossingen aan te dragen voor deze problemen.
Jacobson begon in 1990 algoritmen te bouwen voor wat nu GATOR-GCMOM wordt genoemd (Gas, Aerosol, Transport, Radiation, General Circulation, Mesoscale and Ocean Model). Dit model simuleert luchtvervuiling en weer en klimaat van lokale tot wereldwijde schaal. 
Aanvankelijk berekende het programma hoe de concentraties van tientallen stoffen veranderen door honderden processen (chemische reacties en emissie en absorptie van licht en warmte) op tienduizenden plaatsen in de atmosfeer.  Met GATOR-GCMOM is onderzocht hoeveel diffuse troposferische zwarte koolstof (roet) het klimaat beïnvloedt.
In 2011 stellen Jacobson en Delucchi in hun publicaties in Energy Policy, dat wanneer er in 2050 geen kolen, olie en gas meer gebruikt worden, de hele energievoorziening zoveel mogelijk afhankelijk wordt van elektriciteit, die dan grotendeels kan worden opgewekt met windturbines en zonnepanelen. De auteurs concluderen dat het plan technisch en economisch uitvoerbaar is met wind, water en zon, aangevuld met kleine bronnen als aardwarmte, getijde- en golfenergie. Barrières zijn van sociale en politieke aard. Dit zou volgens Jacobson en Delucchi gerealiseerd moeten worden door variabele energiebronnen aan elkaar te koppelen aangevuld door energie uit regelbare bronnen zoals waterkracht. En door het gebruik van fossiele brandstof te vervangen door elektriciteit en, waar dit niet mogelijk is, gebruik te maken van onder andere waterstof.
In 2015 hebben Jacobson en Delucchi met Mary Cameron en Bethany Frew computersimulaties (LOADMATCH) meer in detail gepubliceerd hoe een duurzaam systeem de energievraag kan volgen. Christopher T.M. Clack en twintig co-auteurs evalueerden het artikel waarin Jacobson et al hun bevindingen publiceerden. Ze stelden dat het plan een model is, dat nog onvoldoende empirisch geverifieerd is. De uitsluiting van kern-, bio-energie en fossiele brandstof met CO2-afvang en -opslag (CCS) is volgens hen onterecht. Ook zouden er fouten zitten In de berekeningen, o.a. in het vermogen van waterkracht. Jacobson en Delucci waren het oneens met de kritiek. Dat ontkoling zonder kernenergie of CCS mogelijk is tegen lage kosten is juist en bevestigd door veel ander onderzoek. Bij waterkracht is er geen fout, piekvermogen is veel groter is dan gemiddeld vermogen. Jacobson startte vervolgens een rechtszaak tegen Clack en tegen de uitgever van het artikel. Toen begin 2018 duidelijk werd dat het niet tot een schikking zou komen liet hij de zaak vallen.

## Prijzen
- Henry G. Houghton Research Award 2005 van de American Meteorological Society
- Atmospheric Sciences Ascent Award 2013 van de American Geophysical Union[1]
- Cozzarelli prijs van de Proceedings of the National Academy of Sciences 2015[11]

## Publicaties
Boeken
- Jacobson, M. Z., Fundamentals of Atmospheric Modeling. Cambridge University Press, New York, 656 pp., 1999.
- Jacobson, M. Z., Fundamentals of Atmospheric Modeling, Second Edition, Cambridge University Press, New York, 813 pp., 2005.
- Jacobson, M. Z., Atmospheric Pollution: History, Science, and Regulation, Cambridge University Press, New York, 399 pp., 2002.
- Jacobson, M. Z., Air Pollution and Global Warming: History, Science, and Solutions, Cambridge University Press, New York, 2011.
- Jacobson, M.Z., 100% Clean, Renewable Energy and Storage for Everything, Cambridge University Press, New York, 427 pp., 2020.

Belangrijke technische artikelen (selectie)
- Strong radiative heating due to the mixing state of black carbon in atmospheric aerosols. In: Nature 409, (2001) 695-697, DOI:10.1038/35055518.
- Global direct radiative forcing due to multicomponent anthropogenic and natural aerosols. In: Journal of Geophysical Research 106, Issue D2, (2001), 1551–1568, DOI:10.1029/2000JD900514.
- Control of fossil-fuel particulate black carbon and organic matter, possibly the most effective method of slowing global warming. In: Journal of Geophysical Research 107, Issue D19, (2002), 16-22, DOI:10.1029/2001JD001376.
- met Christina L. Archer: Evaluation of global wind power. In: Journal of Geophysical Research 110, Issue D12, (2005), 16-22, DOI:10.1029/2004JD005462.
- met W. G. Colella und D. M. Golden: Cleaning the Air and Improving Health with Hydrogen Fuel-Cell Vehicles. In: Science 308, No. 5730, (2005), 1901-1905, DOI:10.1126/science.1109157.
- Review of solutions to global warming, air pollution, and energy security. In: Energy and Environmental Science 2, (2009), 148–173, DOI:10.1039/b809990c.
- met Mark A. Delucchi: Providing all global energy with wind, water, and solar power, Part I: Technologies, energy resources, quantities and areas of infrastructure, and materials. In: Energy Policy 39, Vol. 3, (2011), 1154–1169, DOI:10.1016/j.enpol.2010.11.040.
- met Mark A. Delucchi: Providing all global energy with wind, water, and solar power, Part II: Reliability, system and transmission costs, and policies. In: Energy Policy 39, Vol. 3, (2011), 1170–1190, DOI:10.1016/j.enpol.2010.11.045.
- met Christina L. Archer: Saturation wind power potential and its implications for wind energy. In: Proceedings of the National Academy of Sciences 109, No. 39, (2012), 15679–15684, DOI:10.1073/pnas.1208993109.
- Jacobson et al: 100% clean and renewable wind, water, and sunlight (WWS) all-sector energy roadmaps for the 50 United States. In: Energy and Environmental Science 8, Issue 7, (2015), 2093-2117, DOI:10.1039/C5EE01283J.
- met Mark A. Delucchi, Mary A. Cameron, en Bethany A. Frew, Low-cost solution to the grid reliability problem with 100% penetration of intermittent wind, water, and solar for all purposes. In: Proceedings of the National Academy of Sciences 112, No. 49, (2015), 15060–15065, DOI:10.1073/pnas.1510028112.
- Jacobson et al., 100% Clean and Renewable Wind, Water, and Sunlight All-Sector Energy Roadmaps for 139 Countries of the World. In: Joule (2017), DOI:10.1016/j.joule.2017.07.005
- met M.A. Delucchi, M.A. Cameron, en B.V. Mathiesen, Matching demand with supply at low cost in 139 countries among 20 world regions with 100% intermittent wind, water, and sunlight (WWS) for all purposes. In Renewable Energy 123 (2018) p.236-248, DOI:10.1016/j.renene.2018.02.009
- Mark Z. Jacobson, The Health and Climate Impacts of Carbon Capture and Direct Air Capture, In: Energy Environ. Sci. (2019), DOI:10.1039/C9EE02709B
- Jacobson et al.: Impacts of Green New Deal Energy Plans on Grid Stability, Costs, Jobs, Health, and Climate in 143 Countries. In: One Earth 1, 449–463, December 20, 2019, Elsevier,  DOI:10.1016/j.oneear.2019.12.003

Tijdschriftartikel
- met Mark A. Delucchi: A Plan to Power 100 Percent of the Planet With Renewables. In: Scientific American (2009), 58-65.